# 남팁 총랏뜨위분
남팁 쫑라차따위분(태국어: น้ำทิพย์ จงรัชตวิบูลย์, 영어: Namthip Jongrachatawiboon, 1982년 11월 23일 ~ )은 태국의 배우, 가수이다.